# Tadeusz Walasek
Tadeusz Walasek (Elzbiecin, 15 luglio 1936 – 4 novembre 2011) è stato un pugile polacco.

## Palmarès

### Olimpiadi
- 2 medaglie:
  - 1 argento (Roma 1960 nei pesi medi)
  - 1 bronzo (Tokyo 1964 nei pesi medi)

### Europei dilettanti
- 3 medaglie:
  - 1 oro (Belgrado 1961 nei pesi medi)
  - 2 argenti (Praga 1957 nei pesi superwelter; Lucerna 1959 nei pesi medi)